# Владета Поповић Пинецки
Владета Поповић Пинецки (Сврљиг, 1911 — Београд, 17. јул 1941), студент медицине, учесник Шпанског грађанског рата и Народноослободилачке борбе.

## Биографија
Рођен је 1911. године у Сврљигу.
Током студија на Медицинском факултету у Београду, 1931. укључио се у револуционарни студентски покрет, који је тих година био веома активан на Београдском универзитету.
Заједно са својом супругом, Корнелијом Сенде-Поповић, такође студентом медицине и другим студентима Београдског универзитета, крајем новембра 1937. упутио се у Шпанију, где се на страни Републиканске армије борио у грађанском рату. Након пораза Шпанске републике, 1939. заједно са стотинама других бораца Интернационалних бригада, налазио се по концентрационим логорима у Француској.
После повратка у земљу, био је ухапшен и затваран, због учешћа у Шпанском грађанском рату. Потом је активно радио у Техници Покрајинског комитета КПЈ за Србију.
После окупације Краљевине Југославије, 1941. активно је радио на припремању устанка. Заједно са Светозаром Вукмановићем Темпом и другим активистима, организовао је илегалну штампарију Покрајинског комитета КПЈ за Србију у Шумадијској улици (данас Булевар Ослобођења).
Током масовних хапшења комуниста, после 22. јуна и напада Немачке на Совјетски Савез, Специјална полиција је упала у кућу у којој се налазила илегална штампарија. Приликом претреса куће, агенти нису успели да открију штампарију, али је агент Ђорђе Космајац препознао Владету, бившег шпанског борца и ухапсио га. Заједно са њим ухапшени су власник куће Цирил Жужек и доктор Радомир Герић. Пошто су остали чланови илегалне штампарије били сигурни у Владету и остале, они су наставили са илегалним радом.
Владета је у Специјалној полицији био страшно мучен, али ништа није одао. Као истакнути комуниста и шпански борац, стрељан је 17. јула 1941. у Маринковој Бари, код Београда. 
После рата, његови посмртни остаци су сахрањени у Алеји стрељаних родољуба 1941—1944. на Новом гробљу у Београду.
Указом Президијума Народне скупштине ФНР Југославије 19. децембра 1945. постхумно је одликован Орденом заслуга за народ првог реда.